# Oecobius rivula
Oecobius rivula är en spindelart som beskrevs av Shear 1970. Oecobius rivula ingår i släktet Oecobius och familjen Oecobiidae. Inga underarter finns listade i Catalogue of Life.